# Louis Cardiet
Louis Cardiet (Quimperlé, 1943. január 20. – 2020. április 28.) válogatott francia labdarúgó, hátvéd.

## Pályafutása
1962-től volt a Stade Rennais labdarúgója. Két idényen át főleg a B-csapatban szerepelt. 1963-ban mutatkozott be az első csapatban. Két franciakupa-győzelmet ért el az együttessel. 1973 és 1976 között a PSG, 1976 és 1978 között az US Berné játékosa volt. 1965 és 1967 között hat alkalommal szerepelt a francia válogatottban.

## Sikerei, díjai
Stade Rennais
- Francia kupa (Coupe de France)
  - győztes (2): 1965, 1971

## Statisztika

### Mérkőzései a francia válogatottban
| Franciaország | Franciaország        | Franciaország              | Franciaország | Franciaország | Franciaország | Franciaország | Franciaország | Franciaország |
| #             | Dátum                | Helyszín                   | Hazai         | Eredmény      | Vendég        | Kiírás        | Gólok         | Esemény       |
| ------------- | -------------------- | -------------------------- | ------------- | ------------- | ------------- | ------------- | ------------- | ------------- |
| 1.            | 1965. június 3.      | Párizs, Parc des Princes   | Franciaország | 0 – 0         | Argentína     | barátságos    | -             |               |
| 2.            | 1965. szeptember 15. | Oslo, Ullevaal Stadion     | Norvégia      | 0 – 1         | Franciaország | vb-selejtező  | -             |               |
| 3.            | 1965. október 9.     | Párizs, Parc des Princes   | Franciaország | 1 – 0         | Jugoszlávia   | vb-selejtező  | -             |               |
| 4.            | 1965. november 6.    | Marseille, Stade Vélodrome | Franciaország | 4 – 1         | Luxemburg     | vb-selejtező  | -             |               |
| 5.            | 1967. március 22.    | Párizs, Parc des Princes   | Franciaország | 1 – 2         | Románia       | barátságos    | -             |               |
| 6.            | 1967. június 3.      | Párizs, Parc des Princes   | Franciaország | 2 – 4         | Szovjetunió   | barátságos    | -             |               |
|               | Összesen             |                            |               | 6             | mérkőzés      |               | 0             | gól           |